# 千早振る
『千早振る』（ちはやぶる / ちはやふる）は、古典落語の演目。別題は『百人一首』。「無学者」で、隠居が『百人一首』の和歌にいい加減な解釈を加える話である。
安永4年（1775年）の『風流戯注 百人一首虚（うそ）講釈』（翠幹子・作）に『百人一首』のこじつけた解釈が見え、より本演題に近いものとして安永5年（1776年）に出版された笑話本・『鳥の町』の一篇である「講釈」がある。武藤禎夫は、「これら先行話をもとに、初代桂文治が作り上げたものだろう」と記している。
『百人一首』を題材としたパロディや珍解釈を題材にした作品は前記の通り安永年間以降複数見られ、文化年間には（喜久亭寿暁の演題帳『滑稽集』に「百人一首」の名が見えることから）すでに口演されていた。この演目にも冒頭部に、同じ『百人一首』の陽成院の「筑波嶺の峰より落つるみなの川 こいぞつもりてふちとなりぬる」（百人一首13、『後撰和歌集』）の珍解釈（「筑波嶺」と「みなの川」は力士の四股名で、筑波嶺がみなの川を投げ落として天子から永代扶持を賜ったとし、最後の「ぬる」は扶持を得た筑波嶺の妻や娘が顔に白粉を塗ったというもの）が含まれていたが、武藤禎夫は「時間の関係で演（や）らぬことが多い」としている。
他に『百人一首』を題材とした落語には『崇徳院』が有名である。

## あらすじ
博識であるため長屋の住人達から「先生」と慕われる隠居の下に、なじみの八五郎が尋ねてくる。なんでも、娘に小倉百人一首の在原業平の「ちはやふる 神代もきかず 竜田川 からくれなゐに 水くくるとは」という歌の意味を聞かれて答えられなかったため、隠居のもとに教えを請いにきたという。実は隠居もこの歌の意味を知らなかったが、知らぬと答えるのは沽券にかかわると考え、即興で次のような解釈を披露する。
大昔、人気大関の「竜田川」が吉原へ遊びに行った。その際、「千早」という花魁に一目ぼれした。ところが、千早は力士が嫌いであったため、竜田川は、振られてしまう（「千早振る」）。振られた竜田川は、次に妹分の「神代」に言い寄るが、こちらも「姐さんが嫌なものは、わちきも嫌でありんす」と、言うことを聞かない（「神代も聞かず竜田川」）。このことから成績不振となった竜田川は、力士を廃業し、実家に戻って家業の豆腐屋を継いだ。それから数年後、竜田川の店に一人の女乞食が訪れ、「おからを分けてくれ」と言う。喜んであげようとした竜田川だったが、なんとその乞食は零落した千早太夫の成れの果てだった。激怒した竜田川は、おからを放り出し、千早を思い切り突き飛ばした。千早は、井戸のそばに倒れこみ、こうなったのも自分が悪いと井戸に飛び込み入水自殺を遂げた（「から紅（くれない）に水くぐる」）。 
八五郎は「大関ともあろう者が、失恋したくらいで廃業しますか」、「いくらなんでも花魁が乞食にまで落ちぶれますか」などと、その都度、隠居の解説に疑問を呈すが、隠居が強引に八五郎を納得させる。そして上記の説明を終え隠居は一安心するも、最後に八五郎は「『千早振る 神代も聞かず竜田川 からくれないに水くぐる』まではわかりましたが、最後の『とは』は何ですか?」と突っ込む。すると、とっさの機転でご隠居はこう答えた。
「千早は源氏名で、彼女の本名が『とは（とわ）』だった」

## 題材について
隠居は、同じく滑稽噺の『薬缶』まがいの荒唐無稽な講釈をしたが（ただし『薬缶』と違い八五郎は隠居の話をちゃかさずに最後まで聞き入る）、百人一首の業平の歌は、現代の通説ではおおよそ次のように解釈される。
すなわち「ちはやふる」（ちはやぶる）は「神」などにかかる枕詞として「神代も聞かず」を導き、上句は「神代にも聞いたことがない」と述べる。下句がその内容となる。竜田川は現在の奈良県生駒郡などを流れる川で、紅葉の名所として知られる。唐紅は大陸由来の鮮やかな紅であり、「水くくるとは」の「くくる」はくくり染めのことで、ところどころ生地が赤く染まった布と竜田川のところどころ赤く美しい紅葉の風景を重ねて詠んでいる。すなわち「山を彩る紅葉が竜田川の川面に映り、唐紅のくくり染めのようである。このようなことは神代にも無かっただろう」といった意味となる。
隠居の解釈は、和歌の常識「ちはやふる」という枕詞を知らぬ点が第一の笑いである。なお、この枕詞を現在は「ちはやぶる」と読むが、当時は「ちはやふる」と読んでいたという。また「聞かず」の主語を誤り、「神代」という人物を想定してしまっている。唐紅は「おからをくれない」と頓智で解す。なお、歴史的仮名遣では「唐紅」は「からくれなゐ」と、「無い」は「ない」と書く。また、「おから」は茶殻の「がら」などと同源の「から」に丁寧語の「御」をつけたものではあるが通常は「おから」で単独の名詞を成す。
全体としては、平安の和歌であるのに、江戸の遊女や力士を想像する点も滑稽である。「みづくくる」で入水を想像するのも滑稽であるが、これは当時、この和歌を「水くぐる」とも読んだことにも由来する。
また、「みつくくる」を「水潜る」とする解釈は古くよりあるものである。落ちの「とは」を人名とし体言止めと解した点は、明確なこじつけである。
なお、「千早振る神代にもないいい男」、「冬枯れに無地に流るる龍田川」などの有名な川柳があって、業平やこの歌の知名度をよく示している。